# 匠短期大学校
匠短期大学校（たくみたんきだいがっこう）は、茨城県に所在する職業訓練法人きものの匠が運営する職業能力開発短期大学校。和裁の認定職業訓練として高度職業訓練を実施する。

## 概要
1992年に開校した。教育訓練の特徴としては教材費が不要。実習で仕立料として収入を得ることも可能としている。

## 設置訓練科
- 専門課程：服飾技術系和裁技術科 修業年数2年
- 短期課程：和裁、着付け
- その他：短期の講座として、リコーダーやフラワーアレンジなどを実施

## 沿革
- 1992年開校

## 所在地
- 茨城県古河市旭町2－20－32

## 公式サイト
- 公式サイト